# 真福寺 (武蔵村山市)
真福寺（しんふくじ）は、東京都武蔵村山市にある真言宗豊山派の寺院。

## 歴史
創建年代は不明である。ただ1290年（正応3年）に滝性法師によって中興されたことから、鎌倉時代には既に存在していたものと推測される。この地域の「檀林」（僧侶の養成所）として知られていた。
現在の宗派は新義真言宗の真言宗豊山派であるが、かつては古義真言宗の真言宗醍醐派に属する三宝院の末寺であった。

## 文化財
- 真福寺梵鐘（武蔵村山市指定文化財 昭和51年4月指定）[2]
- 真福寺格天井花鳥画（武蔵村山市指定文化財 昭和51年4月指定）[2]

## 交通アクセス
- 路線バス三ツ橋停留所より徒歩7分。